# Papanduva
Papanduva là một đô thị thuộc bang Santa Catarina, Brasil. Đô thị này có diện tích 759,832 km², dân số năm 2007 là 17258 người, mật độ 22,7 người/km².